# Spring Ridge (Maryland)
Pour les articles homonymes, voir Spring Ridge.
Spring Ridge est une census-designated place située dans le comté de Frederick, dans l’État du Maryland, aux États-Unis. Lors du recensement de 2020, elle comptait 6 005 habitants.